# Escudo de la Isla del Príncipe Eduardo
El escudo de armas de la Isla del Príncipe Eduardo, conocido oficialmente como las armas de Su Majestad en Derecho de la provincia de la Isla del Príncipe Eduardo, existe desde que el escudo y el lema fueron otorgados en 1905 por Concesión Real del rey Eduardo VII.
En el campo superior del escudo está el león pasante (o "leopardo") de Inglaterra. La porción inferior muestra tres plantones de roble, que representan los tres condados de la isla, al lado de un roble maduro que originalmente representó Gran Bretaña.
Las adiciones a las armas fueron otorgadas el 26 de abril de 2002 y el proceso se completó el 13 de diciembre de 2002 cuando la Muy Honorable Adrienne Clarkson, Gobernadora General de Canadá, desveló la cresta, los tenantes y la base, después de lo cual el escudo completo fue puesto en uso oficial. Esto fue solicitado por Pat Binns, Premier de la Isla, para conmemorar el 150 aniversario del gobierno responsable en la isla.
La cresta la constituye un azulejo que porta un ramito de roble rojo en su pico, ambos símbolos de la isla. La corona representa la soberanía real y su uso en las armas es un honor otorgado por la Reina.
Los tenantes son dos zorros plateados, animales raros nativos de la región. La cría de animales de piel fue perfeccionada en la Isla del Príncipe Eduardo, y la piel de zorro plateado de la isla era muy apreciada. El zorro también representa sagacidad e ingenio. Para denotar otras industrias de la isla, un zorro lleva puesto una guirnalda de brotes de papa, y el otro ostenta un tramo de red para pescar.
En el centro de la base hay una estrella de ocho puntas, símbolo Mi'kmaq que representa el sol. Esto está rodeado de rosas que representan a Inglaterra, lirios por Francia, cardos por Escocia, y tréboles por Irlanda, así como por “Lady’s Slippers”, el emblema floral de la isla.
El lema de la isla, Parva sub ingenti (el pequeño bajo la protección del grande), es tomado de las Geórgicas de Virgilio. La cita completa es:
...etiam Parnasia laurus parva sub ingenti matris se subicit umbra.'
...así también una planta pequeña, a la sombra poderosa de su madre, sobrepasa al árbol de laurel del Parnaso.
Este ha sido el lema de la isla desde 1769.

## Versiones anteriores

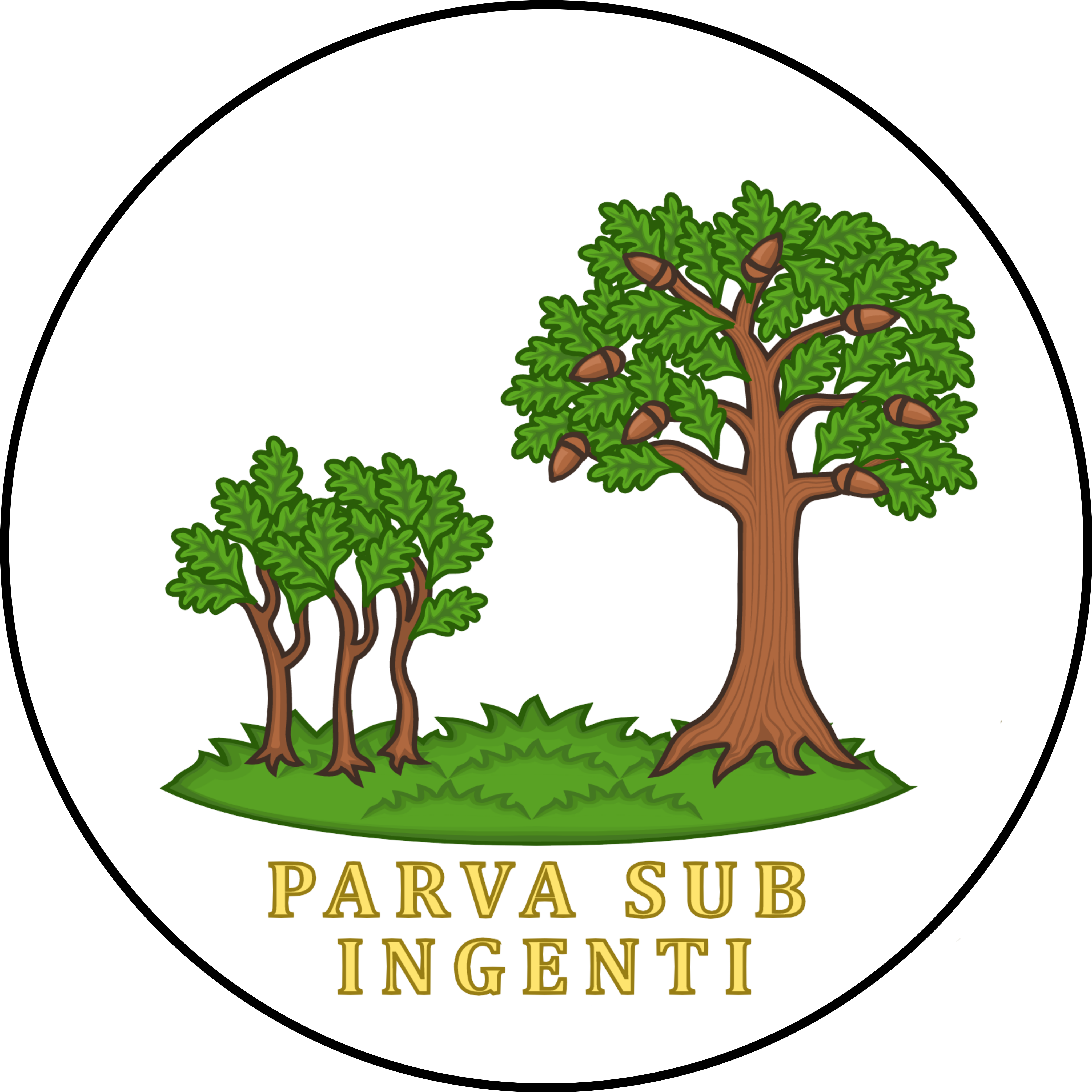
Insignia de la Isla del Príncipe Eduardo
Armas de la Isla del Príncipe Eduardo
Insignia del Vicegobernador de la Isla del Príncipe Eduardo
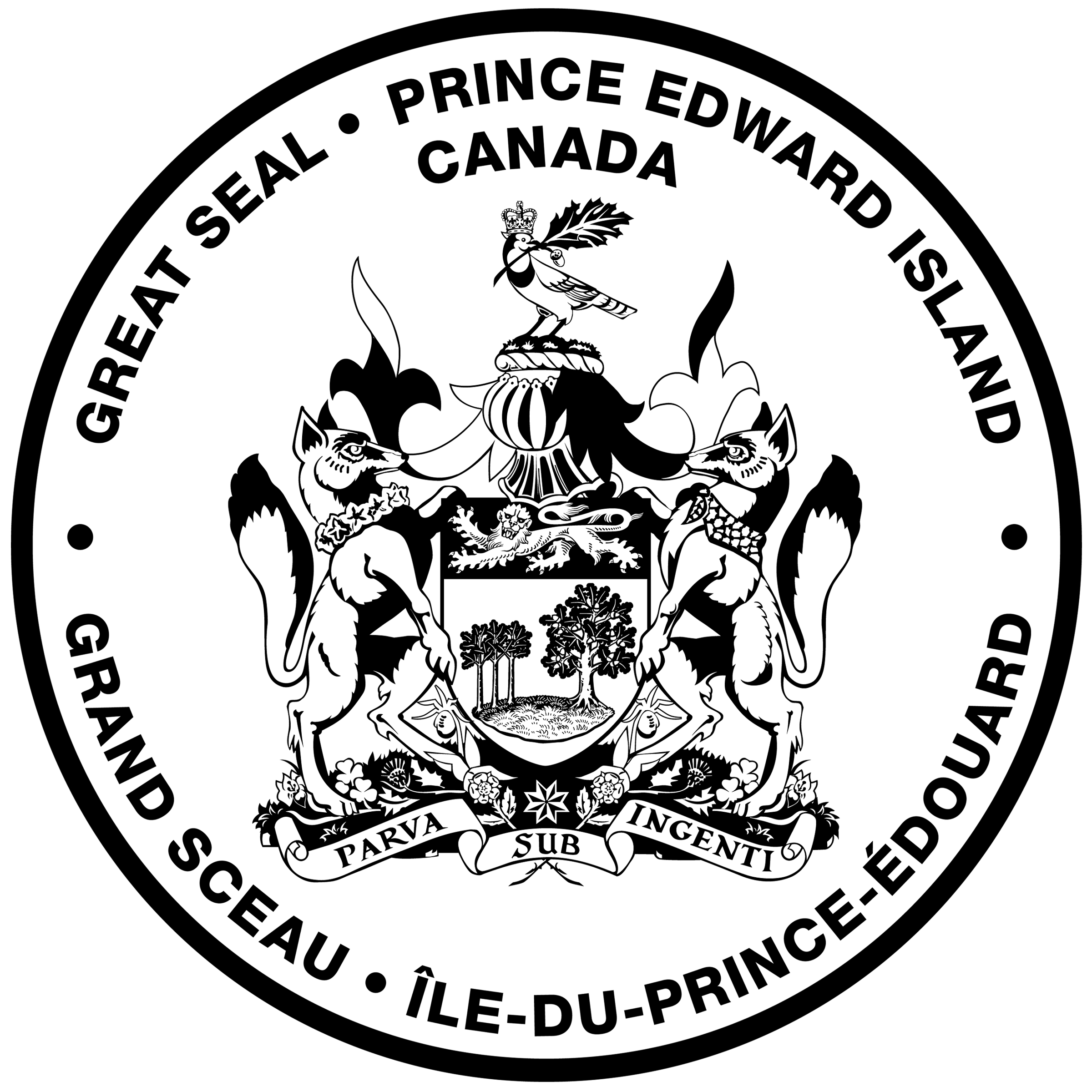
Gran Sello de la Isla del Príncipe Eduardo

- Datos: Q1113176